# Anticoma longicaudata
Anticoma longicaudata är en rundmaskart som beskrevs av Hans August Kreis 1928. Anticoma longicaudata ingår i släktet Anticoma och familjen Anticomidae. Inga underarter finns listade i Catalogue of Life.